# کلیسای تثلیث مقدس، نورس
کلیسای تثلیث مقدس، نورس (ارمنی: hy:Սուրբ Երրորդություն եկեղեցի (Նորս)) یک کلیسا متعلق به کلیسای حواری ارمنی واقع در شهر نورس، جمهوری خودمختار نخجوان جمهوری آذربایجان می‌باشد. ساخت و ساز این ساختمان در سده‌های ۱۳ام-۱۴ام میلادی؛ به پایان رسید. این بنا به سبک معماری ارمنی طراحی شده‌است.